# Grands moulins de Corbeil

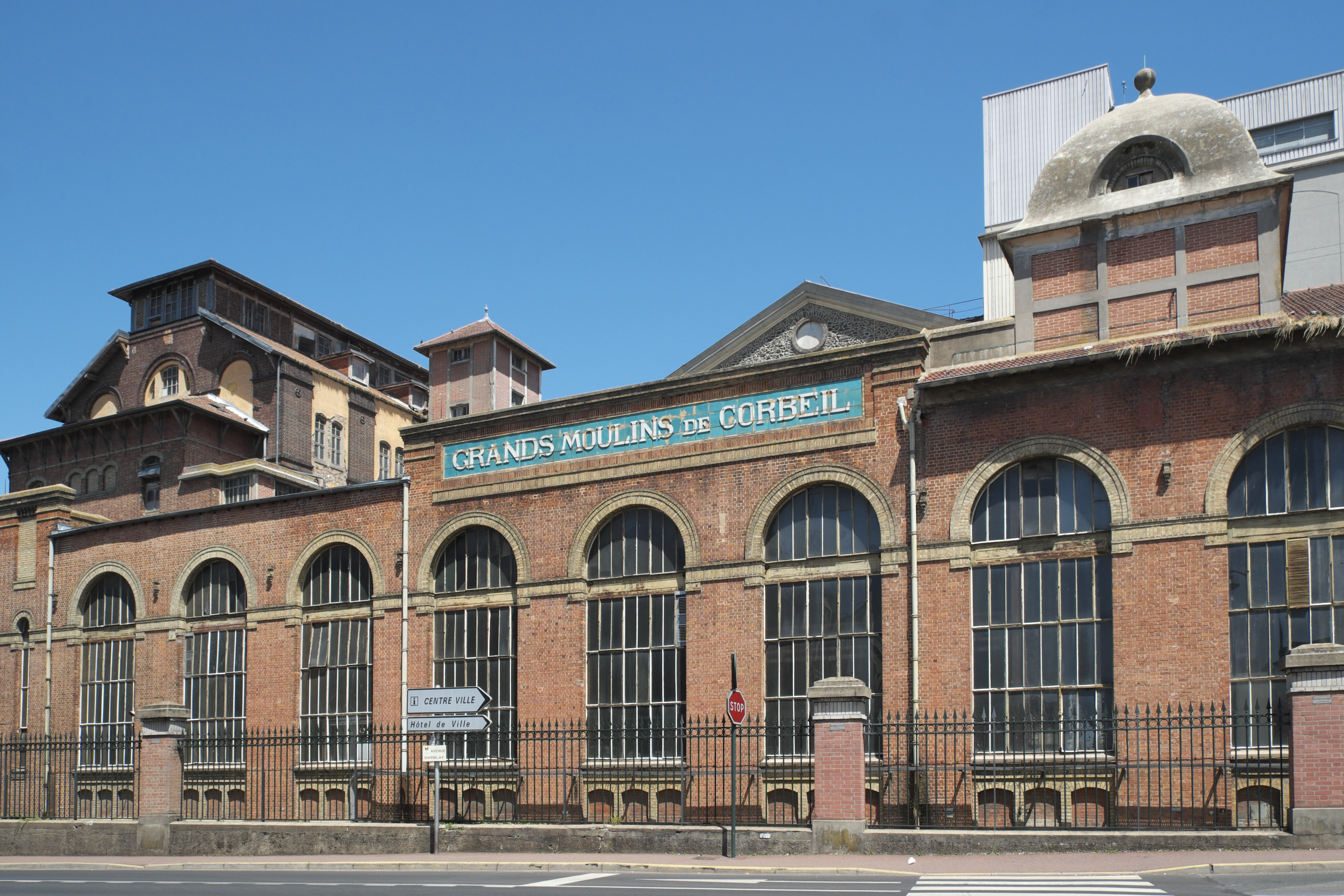
Grands moulins de Corbeil

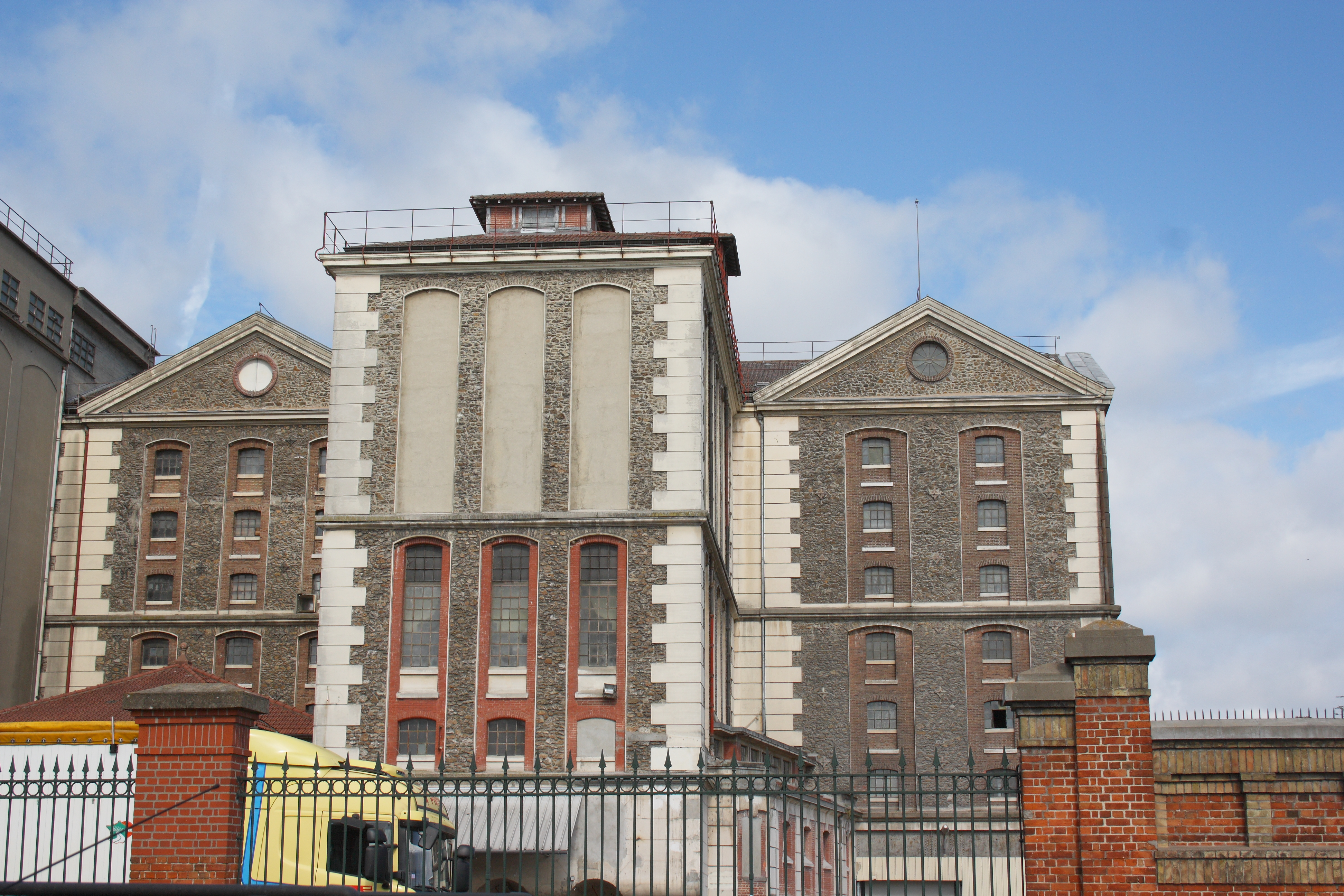
Ansicht von der Seine

Die Grands moulins de Corbeil (deutsch Große Mühlen von Corbeil) in Corbeil, einem Stadtteil von Corbeil-Essonnes im Département Essonne in der französischen Region Île-de-France, wurden ab 1893 errichtet. Die alten Teile des großen Gebäudekomplexes sind seit 1987 als Baudenkmal (Monument historique) geschützt.
Die industrielle Mühlenanlage wurde nach Plänen des Pariser Architekten Paul Friesé entlang des Seineufers errichtet. Die Gebäude des heute noch arbeitenden Mühlenbetriebs bestehen aus einem Metallgerüst und Backsteinwänden. An dem achtstöckigen zentralen Bau sind zwei Flügel angefügt. Um diese Gebäude wurden im 20. Jahrhundert Betonsilos errichtet. Die alten Gebäude sind mit Keramikfliesen geschmückt und mit hohen Rundbogenfenstern ausgestattet.
Der eiserne Steg, der die Mühle mit den Schiffsanlegestellen an der Seine verband, wurde bei einem Brand im Jahr 2011 zerstört.